# Aribert Wäscher
Aribert Wäscher, de son vrai nom Robert Ernst Wilhelm Wäscher (né le 1er décembre 1895 à Flensbourg, mort le 14 décembre 1961 à Berlin) est un acteur allemand.

## Biographie
Après sa formation d'acteur, il se lance d'abord dans une carrière théâtrale dans différents théâtres de Berlin, fait ses débuts en 1919 au Kleinen Theater puis viennent le Deutsches Theater, le Lustspielhaus, le Volksbühne, le Barnowsky-Bühnen et enfin le Staatstheater où il reste jusqu'à la fin de la Seconde Guerre mondiale. Par la suite, il joue à l'Opéra comique le rôle de Jupiter dans Orphée aux Enfers.
Il fait en même temps une carrière au cinéma. Il débute en 1921 Der Friedhof der Lebenden, un film muet de Gerhard Lamprecht, et devient populaire dans de nombreux seconds rôles. Lors de l'arrivée du cinéma parlant, il interprète des rôles dans des adaptations du théâtre classique comme Amphitryon en 1935 d'après l'œuvre de Heinrich von Kleist. Il travaille essentiellement au cinéma durant la guerre jusqu'au milieu des années 1950.
Par ailleurs, il écrit des nouvelles et des poèmes. Il est fait officier de l'ordre du Mérite de la République fédérale d'Allemagne en 1955. En 1954, il épouse Gudrun Genest.
Il est enterré au cimetière de Berlin-Dahlem.

## Filmographie
- 1920 : Das Fest der schwarzen Tulpe
- 1921 : Der Friedhof der Lebenden
- 1921 : Die Beichte einer Ausgestoßenen
- 1921 : Die Beichte einer Mutter
- 1925 : Les Deshérités de la vie
- 1925 : Hanseaten
- 1926 : Wie bleibe ich jung und schön – Ehegeheimnisse
- 1926 : 117 bis Grande Rue
- 1926 : Kreuzzug des Weibes de Martin Berger
- 1927 : Die Geliebte des Gouverneurs
- 1928 : Sechs Mädchen suchen Nachtquartier
- 1928 : Die Dame und ihr Chauffeur
- 1928 : Der fesche Husar
- 1928 : Princesse Olala (Prinzessin Olala) de Robert Land
- 1928 : Der Raub der Sabinerinnen
- 1929 : Danseuse de corde
- 1930 : Le Concert de flûte de Sans-Souci
- 1931 : Zweierlei Moral
- 1931 : Ronny de Reinhold Schünzel
- 1932 : Unter falscher Flagge
- 1933 : Eine Stadt steht Kopf
- 1933 : La Ronde aux millions
- 1933 : Viktor und Viktoria
- 1934 : Meine Frau, die Schützenkönigin
- 1934 : … heute abend bei mir
- 1934 : Gern hab’ ich die Frau’n geküßt
- 1934 : Der Herr der Welt
- 1934 : Die Insel
- 1934 : Spiel mit dem Feuer
- 1934 : Prinzessin Turandot
- 1934 : Liebe, Tod und Teufel
- 1935 : Valses sur la Neva
- 1935 : Frischer Wind aus Kanada
- 1935 : Das Mädchen Johanna
- 1935 : Amphitryon
- 1935 : Liselotte von der Pfalz
- 1935 : Stradivari
- 1935 : Lady Windermeres Fächer (de)
- 1935 : Henker, Frauen und Soldaten
- 1935 : Le Haut Commandement (Der höhere Befehl) de Gerhard Lamprecht
- 1936 : Donogoo Tonka
- 1936 : Savoy-Hotel 217
- 1936 : Ein seltsamer Gast
- 1936 : Trois cœurs de jeunes filles (de)
- 1936 : Das Schönheitsfleckchen
- 1936 : Stärker als Paragraphen
- 1936 : Stadt Anatol
- 1936 : Donner, Blitz und Sonnenschein (de)
- 1936 : Contrebande
- 1937 : Condottieri
- 1937 : Madame Bovary de Gerhard Lamprecht :
- 1937 : Mon fils, Monsieur le Ministre (de)
- 1937 : Le Drapeau jaune
- 1937 : Trafic de diamants
- 1937 : Hahn im Korb
- 1938 : Mordsache Holm (de)
- 1938 : Chasse à l'homme
- 1938 : Un amour en l'air
- 1938 : Capriccio (de)
- 1939 : Spaßvögel
- 1939 : Der grüne Kaiser
- 1939 : Bel-Ami
- 1939 : Silvesternacht am Alexanderplatz
- 1939 : Salonwagen E 417
- 1939 : Pages immortelles
- 1939 : Die unheimlichen Wünsche
- 1939 : Trafic au large
- 1940 : Der Weg zu Isabel
- 1940 : L'habit fait le moine (de)
- 1940 : Scandale à Vienne
- 1941 : Jenny Lind
- 1941 : Jakko
- 1941 : La Belle Diplomate (Frauen sind doch bessere Diplomaten) de Georg Jacoby
- 1941 : Das andere Ich
- 1941 : L'Heure des adieux (en)
- 1942 : Rembrandt
- 1942 : Attentat à Bakou (Anschlag auf Baku)
- 1942 : Le Démon de la danse
- 1944 : Der Mann, dem man den Namen stahl
- 1944 : Die Zaubergeige
- 1944 : Herr Sanders lebt gefährlich
- 1944 : Junge Adler
- 1940-44 : Tiefland
- 1945 : Shiva und die Galgenblume (de)
- 1945 : Ein toller Tag
- 1945 : Meine Herren Söhne
- 1945 : Der Erbförster
- 1946 : Sag’ die Wahrheit (de)
- 1947 : Herzkönig
- 1948 : Danke, es geht mir gut
- 1948 : L'Étrange Aventure de Monsieur Fridolin B.
- 1948 : Ballade berlinoise
- 1949 : Die Kuckucks
- 1949 : Nächte am Nil
- 1951 : Eva im Frack (de)
- 1951 : Stips
- 1951 : Es geht nicht ohne Gisela
- 1951 : Wenn die Abendglocken läuten
- 1953 : L'Homme de Berlin (The Man Between)
- 1954 : Große Star-Parade (de)
- 1955 : Ein Mann vergißt die Liebe